# 11e cérémonie des Lumières

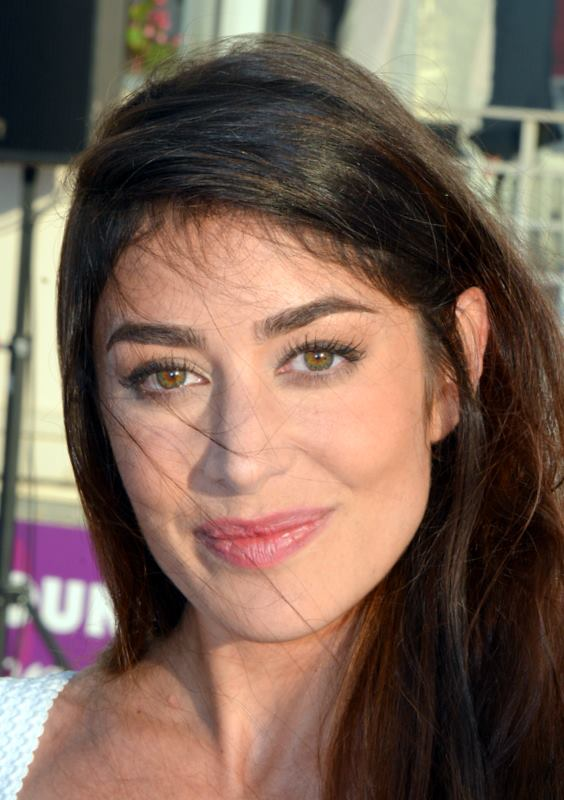
Fanny Valette, meilleure espoir féminin.

La 11e cérémonie des Lumières de la presse internationale s'est déroulée le 21 février 2006 au Cinéma des cinéastes. Elle a été présidée par Claudia Cardinale, déjà présidente lors de la 5e édition.
La catégorie prix du public mondial fait son apparition.

## Palmarès
- Meilleur film :
  - De battre mon cœur s’est arrêté de Jacques Audiard
- Meilleur réalisateur :
  - Philippe Garrel pour Les Amants réguliers
- Meilleure actrice :
  - Isabelle Huppert pour le rôle de Gabrielle dans Gabrielle
- Meilleur acteur :
  - Romain Duris pour le rôle de Tom dans De battre mon cœur s’est arrêté
- Meilleur espoir féminin :
  - Fanny Valette pour le rôle de Laura dans La Petite Jérusalem
- Meilleur espoir masculin :
  - Johan Libéreau pour le rôle de Mickael dans Douches froides
- Meilleur scénario :
  - Caché – Michael Haneke
- Meilleur film francophone :
  - L’Enfant des Frères Dardenne
- Prix du public mondial (remis par TV5 Monde) :
  - Va, vis et deviens de Radu Mihaileanu